# 宛新华
宛新华（1964年—），安徽寿县人，北京大学教授，主要从事高分子化学与物理方面的研究工作。担任《中国科学化学》，《功能高分子学报》，《高分子材料科学与工程》编委，入选中华人民共和国教育部2009年度"长江学者"特聘教授。